# Maronitská eparchie svatého Marona v Brooklynu
Maronitská eparchie svatého Marona v Brooklynu (anglicky Maronite Catholic Eparchy of Saint Maron of Brooklyn) je eparchie maronitské katolické círve se sídlem v Brooklynu, kde se nachází katedrála P. Marie Libanonské. Eparchie je bezprostředně podřízena Svatému Stolci a pod její jurisdikci spadají všichni maronité na vývhodním pobřezí USA.

## Historie
10. ledna 1966 byl bulou Cum supremi  papeže Pavla VI. zřízen apoštolský exarchát pro věřící východního ritu v USA. V roce 1971 byl exarchát povýšen na eparchii sv. Marona v Detroitu, roku 1977 bylo jeho sídlo přeneseno do Brooklynu. Z teritoria této eparchie byla roku 1996 vyčleněna druhá eparchie pro maronity v USA, eparchie losangeleská.

## Seznam eparchů
- Francis Mansour Zayek (19664–1996), nejprve apoštolský exarcha, 1971–1977 eparcha detroitský, 1977–1996 eparcha brooklynský
- Stephen Youssef Doueihi (1996–2004)
- Gregory John Mansour (od 2004)